# Liza Pusztai
Liza Pusztai (ur. 11 maja 2001 w Budapeszcie) – węgierska szablistka, dwukrotna medalistka mistrzostw świata.
W 2016 roku zdobyła brąz w indywidualnej rywalizacji kadetek na mistrzostwach świata juniorów w Bourges. Na mistrzostwach świata juniorów w Płowdiwie w 2017 roku była najlepsza wśród kadetek i trzecia wśród juniorek. Wyniki te powtórzyła na rozgrywanych rok później mistrzostwach świata juniorów w Weronie. Ponadto zdobyła złoty medal drużynowo na mistrzostwach świata juniorów w Toruniu w 2019 roku. 
Podczas mistrzostw świata w Kairze w 2022 roku Węgierki w składzie: Sugár Katinka Battai, Renáta Katona, Liza Pusztai i Luca Szűcs zdobyły złoty medal w zawodach drużynowych. Złoto drużynowo zdobyła również na mistrzostwach świata w Mediolanie rok później.
Wystartowała na igrzyskach olimpijskich w Tokio, gdzie w rywalizacji drużynowej była ósma. W zawodach indywidualnych zajęła dziewiąte miejsce. 
Na mistrzostwach Europy w Tbilisi (2017) zdobyła brąz indywidualnie. Następnie zdobyła srebro drużynowo mistrzostwach Europy w Düsseldorfie (2019).
Ponadto zdobyła drużynowo brązowy medal na igrzyskach europejskich w Krakowie (2023).